# Chatino de l'Est
Le chatino de l’Est est un continuum linguistique ou une langue chatino parlée dans l’État d’Oaxaca au Mexique.

## Variétés
Le chatino de l’Est est parlé dans neuf municipalités et compte 15 variétés.
Ses variétés sont regroupées en trois groupes : le chatino des hauts-plateaux de l’Est, le chatino des hauts-plateaux de l’Ouest, le chatino de Nopala, ainsi que le chatino de Zacatepec.